# نومرن
نومرن (به لوکزامبورگی: Noumer) یک شهرداری در استان مرش کشور لوکزامبورگ است که ۲۲٫۴۴ کیلومترمربع مساحت دارد و جمعیت آن در سال ۲۰۰۹ میلادی ۱۰۴۰ نفر بوده‌است.